# نافذة العرض: منزل الملكة
نافذة العرض: منزل الملكة (بالكورية: 쇼윈도: 여왕의 집; رر: سيويندو: ايووانج-يوي جيب)؛  هو مسلسل تلفزيوني كوري جنوبي، من بطولة سونغ يون آه، لي سونغ جاي، جيون سو-مين، هوانغ تشان سونغ. عرض على قناة شانيل أ من بداية 29 نوفمبر 2021 إلى 18 يناير 2022.

## القصة
تدور القصة حول امرأة تؤيد مواعدة امرأة أخرى لرجل متزوج، دون أن تدري أن الرجل التي تواعده هو زوجها.

## الطاقم

### رئيسي
- سونغ يون آه في دور هان سون جو.

زوجة ميونغ سيوب التي لديها كل شيء من الجمال إلى الذكاء والثروة، تساعد زوجها بمهاراتها الممتازة وتربي طفلهما بشخصيتها الحكيمة.
- لي سونغ جاي في دور شين ميونغ سيوب.

زوج سون-جو الذي غير مسار حياته بعد الزواج، لكنه وقع في أزمة بسبب علاقة خارج اطار الزواج.
- جيون سو مين في دور يون مي را.

امرأة جميلة وساحرة ولديها لرغباتها، تقابل ميونغ سيوب وتقع في حبه.
- هوانغ تشان سونغ في دور هان جونغ وون.

الأخ الأصغر لسون-جو متفائل ودافئ القلب، إنه يثق بأخته الكبرى ويعتمد عليها أكثر من أي شخص آخر.

### داعم
- أوه سونغ إيون بدور كريستينا[15]
- كيم جونغ تاي بدور لي جون سانغ[16]
- مون هي كيونغ في دور كيم كانغ إم[17]
- لي سون جين في دور بارك يي رانج[18]
- كيم سيونغ سوو بدور تشا يونغ هون[3]
- مون سيو يون[19]
- كيم يونغ جون بدور آهن دو هيوك[20]
- جيونج جونج آه في دور السيدة جيونج[21]
- كيم هاي إن  في دور تشوي أون كيونغ[22]
- بارك سانغ هون في دور شين تاي يونغ[23]

## المشاهدات
| الموسم | الموسم | رقم الحلقة | رقم الحلقة | رقم الحلقة | رقم الحلقة | رقم الحلقة | رقم الحلقة | رقم الحلقة | رقم الحلقة | رقم الحلقة | رقم الحلقة | رقم الحلقة | رقم الحلقة | رقم الحلقة | رقم الحلقة | رقم الحلقة | رقم الحلقة | المتوسط |
| الموسم | الموسم | 1          | 2          | 3          | 4          | 5          | 6          | 7          | 8          | 9          | 10         | 11         | 12         | 13         | 14         | 15         | 16         | المتوسط |
| ------ | ------ | ---------- | ---------- | ---------- | ---------- | ---------- | ---------- | ---------- | ---------- | ---------- | ---------- | ---------- | ---------- | ---------- | ---------- | ---------- | ---------- | ------- |
|        | 1      | غ/م        | غ/م        | غ/م        | 0.703      | 1.075      | 1.220      | 1.082      | 1.271      | 1.175      | 1.214      | 1.394      | 1.723      | 1.533      | 1.684      | 1.694      | 2.195      | 1.060   |

وفقا لمخطط نيلسن كوريا أعلاه، قد حطمت الحلقة الأخيرة رقماً قياسياً، حيث سجلت متوسط تقييم 10.335% بحوالي 2.1  مليون مشاهدة، لتصبح أنجح الأعمال الدرامية لهاذا العام، والاعلى تصنيفًا لشبكة «شانيل أ» متجاوزة مسلسل أكاذيب مغلفة بأكاذيب. لنفس القناة.
| رقم    | تاريخ البث     | تقييمات نيلسن كوريا | تقييمات نيلسن كوريا |
| رقم    | تاريخ البث     | على الصعيد الوطني   | سيئول               |
| ------ | -------------- | ------------------- | ------------------- |
| 1      | 29 نوفمبر 2021 | 2.0%                | غ/م                 |
| 2      | 30 نوفمبر 2021 | 1.8%                | غ/م                 |
| 3      | 6 ديسمبر 2021  | 3.0%                | غ/م                 |
| 4      | 7 ديسمبر 2021  | 3.715%              | 3.485%              |
| 5      | 13 ديسمبر 2021 | 5.500%              | 5.614%              |
| 6      | 14 ديسمبر 2021 | 5.922%              | 6.045%              |
| 7      | 20 ديسمبر 2021 | 5.523%              | 5.801%              |
| 8      | 21 ديسمبر 2021 | 6.406%              | 6.467%              |
| 9      | 27 ديسمبر 2021 | 5.701%              | 5.976%              |
| 10     | 28 ديسمبر 2021 | 5.860%              | 5.850%              |
| 11     | 3 يناير 2022   | 6.997%              | 7.164%              |
| 12     | 4 يناير 2022   | 8.092%              | 7.958%              |
| 13     | 10 يناير 2022  | 7.575%              | 6.896%              |
| 14     | 11 يناير 2022  | 8.366%              | 7.874%              |
| 15     | 17 يناير 2022  | 8.523%              | 7.794%              |
| 16     | 18 يناير 2022  | 10.335%             | 9.646%              |
| المعدل | المعدل         | 5.960%              | 5.411%              |

## الإنتاج

### صناعة
- التخطيط العام : جيونغ هو ووك (Channel A).
- المساهم : منصة wavve.
- فريق العمل : شركة كورتوب ميديا.
- كتابة واخراج : لا مشاريع تذكر.[9]

كما إستثمرت منصة Wavve في المسلسل وهي منصة فيديو عبر الإنترنت كورية جنوبية، وصنفت بأنها الدراما الخاصة بذكرى العاشرة على تأسيس شبكة شانيل أ.
تمت قراءة السيناريو الأول للممثلين في يونيو 2021.

## روابط خارجية
- نافذة العرض: منزل الملكة  في قاعدة بيانات الأفلام على الإنترنت (بالإنجليزية)
- نافذة العرض: منزل الملكة على هانسينما